# Revolution (album de Sirsy)
Pour les articles homonymes, voir Révolution (homonymie).
Albums de Sirsy
Covered
(2006) BYOB: Collection B
Revolution est le cinquième album studio de Sirsy, groupe provenant d'Albany, dans l'État de New-York sorti le 20 octobre 2007.

## Liste des titres[1]
1. Revolution - 03:29
2. Sorry Me - 04:14
3. Leftover Girl - 03:33
4. Crazy - 03:35
5. Waiting for Rain - 05:59
6. Oh! Billy  - 03:38
7. Still - 04:24
8. Mary Concetta - 04:09
9. Mercury - 04:26
10. Fireflies - 03:56